# Bình Văn
Bình Văn là một xã vùng cao thuộc huyện Chợ Mới, tỉnh Bắc Kạn, Việt Nam.

## Địa lý
Xã Bình Văn nằm ở phía đông của huyện Chợ Mới, có vị trí địa lý:
- Phía đông nam giáp tỉnh Thái Nguyên
- Phía tây và tây nam giáp xã Như Cố
- Phía đông và đông bắc giáp xã Yên Hân
- Phía tây bắc giáp xã Nông Hạ.

Xã Bình Văn có diện tích 27,28 km², dân số năm 2019 là 1.338 người, mật độ dân số đạt 49 người/km².

## Hành chính
Xã Bình Văn được chia thành 7 thôn bản: Thôm Bó, Mới, Tài Chang, Khuôn Tắng, Nà Mố, Đon Cọt, Thôm Thoi.

## Kinh tế - xã hội

### Kinh tế
Nền kinh tế của xã chủ yếu phụ thuộc vào nông nghiệp Trước đây người dân trong xã chủ yếu trồng lúa song năng suất không cao, trong thời gian gần đây người dân đã đưa những giống lúa năng suất cao hơn vào sản xuất và trồng một số loại cây công nghiệp có giá trị cao như thuốc lá với 80 ha và đậu tương, lạc. Đến năm 2011, Bình Văn đã trồng được hơn 500 ha hồi, 19,45 ha chè Shan Tuyết. Tổng đàn trâu, bò của xã đến năm 2011 là trên 400 con.
Trên địa bàn xã Bình Văn có công trình thủy lợi Pù Lòn được đầu tư xây dựng với tổng kinh phí trên 8,5 tỷ đồng. Công trình được dự tính sẽ cung cấp nước tưới cho 88ha lúa mùa, 15ha lúa xuân và cấp nước sinh hoạt cho 91 hộ dân tại các thôn Thôm Thoi, Tài Chang, Đan Cọt. Tuy nhiên công trình đã bị hư hỏng sau khi hoàn thành vào năm 2007 và hoàn toàn không hoạt động trong vụ đông năm 2009 - 2010 do hư hỏng.

### Xã hội

#### Giáo dục
Công trình Trường Tiểu học Bình Văn với tổng số vốn trên 250 triệu đồng gồm nhà Hiệu bộ và 6 phòng phục vụ cho công tác dạy học đã được xây dựng theo chương trình 135 song cũng đã bị hư hỏng sau đó.